# Campala
Campala (em suaíli e inglês: Kampala) é a capital e a maior cidade do Uganda. Localiza-se nas margens do Lago Vitória, a uma média de 1220 metros acima do nível do mar. Tem cerca de 1,6 milhão de habitantes. 

## Etimologia
Antes da chegada dos colonizadores britânicos, o cabaca (rei) do Reino de Buganda tinha escolhido a zona que se tornaria Campala como uma reserva de caça. A área, que compreende as colinas verdejantes com zonas húmidas nos vales, foi o lar de várias espécies de antílopes, particularmente a impala. Quando os britânicos chegaram à área a denominaram de "Colinas de Impala". A língua luganda adotou muitas palavras em inglês, devido às interações com os britânicos. Desta forma, oos bugandas batizarm o lugar como "Morro da Impala", chamando-a de ke'Empala — Kasozi que significa "monte", ke significa "de" e "empala" é o plural de "impala". Em luganda, as palavras 'ka'mpala significam "aquele que é da impala", em referência a uma colina, e a única palavra "Kampala" foi adotado como o nome para a cidade que cresceu a partir de colinas de caça do cabaca.

## História

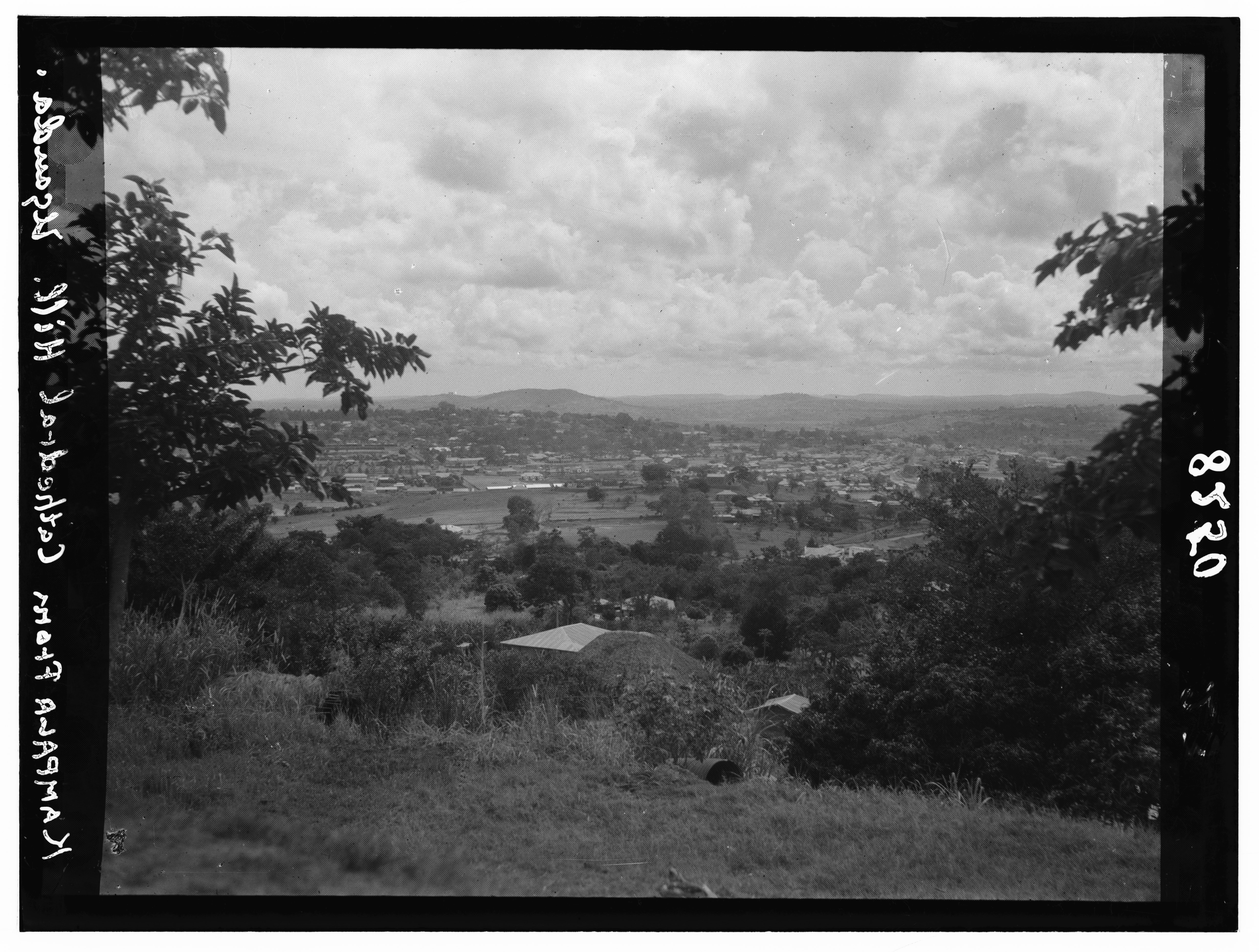
Panorama de Campala a partir da Colina da Catedral, em 1936.

A área onde localiza-se Campala era um conjunto de colinas e pântanos que fazia parte do núcleo demográfico principal do altamente centralizado Reino de Buganda. Provavelmente fundado entre os séculos XII e XIV, o Reino de Buganda era inicialmente um pequeno Estado que abrangia áreas ao redor do norte do Lago Vitória. Esse núcleo demográfico, ainda difuso, tornou-se o local da kibuga (capital) móvel dos diferentes bassecabaca (reis) do Reino de Buganda, com cada cabaca (rei), após a coroação, ou posteriormente durante seu reinado, estabelecendo sua capital em uma colina nova ou diferente, conforme desejasse.
A primeira descrição escrita desta capital foi feita pelo explorador Richard Francis Burton em 1860, que descreveu a localidade como um assentamento com construções com talas de palmeiras. Segundo Burton, o centro da capital era cercado com quatro portões de entrada, numa área medindo pelo menos 1,6 km de comprimento, com várias cabanas circulares dispostas em linha.
Em 1862, quando o explorador John Hanning Speke chegou ao Reino de Buganda, atestou em seus relatórios que a kibuga (capital) estava em Bandabarogo, atual bairro de Colina Banda, e o rei reinante era Mutesa I.
Em 1875, o explorador Henry Morton Stanley relatou que a capital ficava no atual bairro de Colina Lubaga, onde conheceu o rei Mutesa I. Durante essa visita, Stanley escreveu uma carta publicada no The Daily Telegraph, convidando missionários a visitarem o Reino de Buganda. Ele também descreveu a capital em seus despachos da década de 1870 para o New York Herald, da seguinte forma:
| “ | À medida que nos aproximávamos da capital, a estrada de acesso aumentou de largura de 6 metros para 45 metros... Chegando à capital, descobri que o vasto conjunto de cabanas coroando a eminência eram os Quartos Reais, ao redor dos quais corriam várias paliçadas e pátios circulares, entre os quais e a cidade havia uma estrada circular, variando de 30 metros a 60 metros de largura, com jardins e cabanas... | ” |

Em 1877, os primeiros missionários da Sociedade Missionária da Igreja, que eram da fé protestante, chegaram do Reino Unido e foram alocados em Namirembe. Dois anos depois, em 1879, padres católicos da Sociedade dos Missionários da África também chegaram, estabelecendo-se primeiro na atual vila de Kitebi, perto de Lubaga; posteriormente, eles seriam alocados na Colina de Lubaga. A chegada desses dois grupos missionários desestabilizou o equilíbrio da sociedade tradicional, levando a ocorrer as guerras religiosas de 1886 a 1892 entre os praticantes das religiões tradicionais, os católicos, os islamitas e os protestantes. Por fim, os missionários protestantes pressionaram o governo colonial para que tornasse o Reino de Buganda um protetorado.
Em 1890, Frederick Lugard, um explorador da Companhia Imperial Britânica da África Oriental (IBEAC), chegou a Buganda durante o reinado de Muanga II. Após um ano de negociações, assinou um tratado tornando Buganda protetorado da IBEAC, que naquele momento tinha capital na colina de Mengo. Em 1894, diante da ameaça de retomada das guerras religiosas e da invasão alemã, a IBEAC renuncia a administração do território e constituiu-se o protetorado britânico do Uganda. O explorador Lugard, mais tarde, receberia a colina de Campala, que posteriormente seria conhecida como Antiga Campala, na qual construiu um forte colonial.
Em 1897, Muanga II lançou uma rebelião em Buganda, mas foi derrotado e posteriormente capturado e exilado, em 1899, para as Seicheles ao lado do rei Kabalega de Bunyoro. O filho de Muanga, na época com 3 anos de idade, foi feito rei pelas forças combinadas dos oficiais europeus que lideravam os soldados coloniais. Este estado de coisas culminou mais tarde na assinatura do Acordo de Buganda (1900) que ratificou o domínio colonial britânico em Buganda. Outro resultado da queda do reino de Buganda foi que Campala foi preterida por Entebbe como capital do protetorado do Uganda, porém permanecendo como sede de poder tradicional dos bugandas.

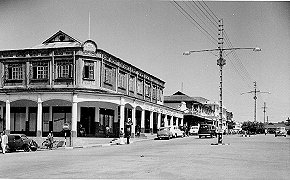
Centro de Campala na década de 1950

A partir de 1897, Campala passou a dispor de uma série de equipamentos públicos importantes, como seu primeiro centro de saúde, o Hospital Mengo, instituição que foi construída na colina Namirembe por influência do médico-missionário britânico Albert Ruskin Cook. Além disso, Albert Ruskin Cook fundou o Hospital Mulago, o atual Hospital Nacional de Referência, na colina Mulago em 1913. Em 1899, foi a vez da ordem católica das Irmãs Missionárias de Nossa Senhora da África fundar o Hospital Lubaga na Colina Lubaga. Em 1912, o município de Campala recebeu seu primeiro plano de uso do solo, com relatório afirmando que havia uma população europeia e asiática de 2.850 habitantes. Em 1922 foi fundada em Campala a mais antiga universidade nacional, a Universidade Makerere.
Em 1931, a linha ferroviária do Uganda chegou a Campala, ligando Campala ao porto de Mombaça-Quilindini, trinta e cinco anos após o início da sua construção, permitindo a primeira ligação segura e eficiente da cidade com o litoral. Em 1930, o primeiro plano de esgoto foi elaborado para atender a uma população de 20.000 pessoas nas áreas de Nakasero e Antiga Campala, no município de Campala. Este plano orientou o desenvolvimento do sistema de esgoto entre 1936 e 1940 nas áreas urbanas planejadas para os colonos brancos do município de Campala e excluiu a área de Kibuga, um bairro segregado aos bagandas e outros povos nativos.
Em 1938, a empresa East African Power & Lighting Company obteve uma licença para a geração e distribuição de energia termoelétrica para as cidades de Campala e Entebbe, e no mesmo ano, Philip Mitchel, o governador do Uganda, acendeu as primeiras luzes elétricas da cidade.
Em 9 de outubro de 1962, Uganda conquistou a independência; no mesmo ano, a capital foi transferida de Entebbe para Campala, com esta recebendo o estatuto de cidade. Em 1968, seis anos após Uganda alcançar a independência, os limites de Campala foram expandidos, incorporando a zona segrregada aos africanos em Kibuga, além das áreas majoritariamente africanas de Kawempe, Nakawa, Muyenga e Ggaba. Isso aumentou a área administrativa de Campala de 28 km² para 189 km².

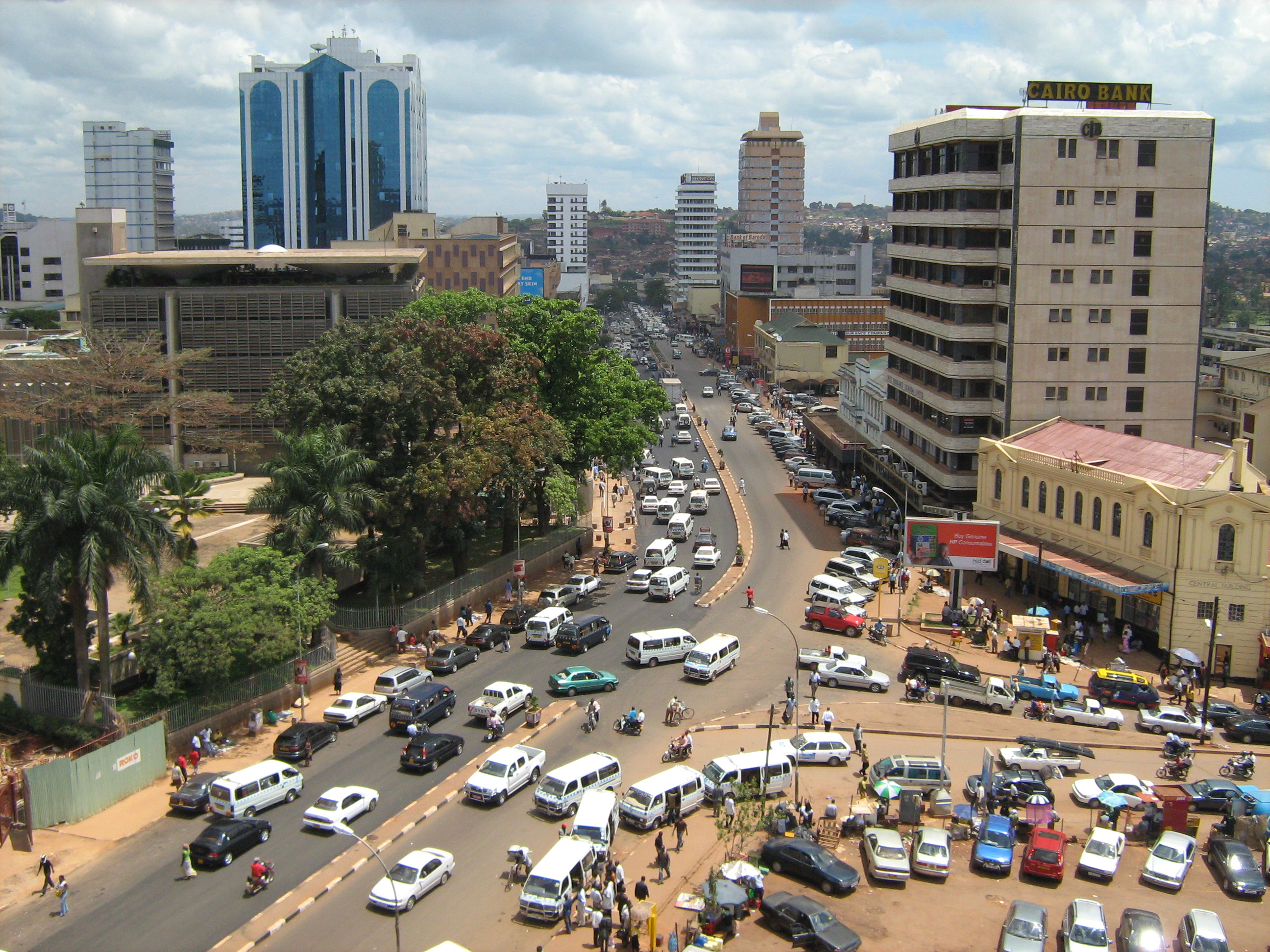
Centro de Campala, em novembro de 2007

A partir da década de 1970, Campala passou a ser palco de diversos eventos políticos e militares, iniciando com o golpe de Estado em Uganda em 1971, em que a cidade ficou sitiada pelas tropas de Idi Amin. Em 1974, Campala foi palco de combates do levante de Arube e em 1977 da operação Mafuta Mingi, nestes dois casos tentativas de golpe contra Amin.
Em abril de 1979 ocorreu a queda de Campala, durante a Guerra Uganda-Tanzânia, em que as tropas combinadas da Força de Defesa Popular da Tanzânia e do Exército de Libertação Nacional do Uganda (composto por exilados ugandeses) atacaram e capturaram a capital. Já em 1986, como desenvolvimento do golpe de Estado do Uganda em 1985, ocorreu a batalha de Campala durante a Guerra Civil de Uganda, que resultou na captura da cidade pelo Movimento de Resistência Nacional, liderado por Yoweri Museveni e na subsequente rendição do governo do Uganda. Outro episódio de violência regitrado na cidade foi o massacre de Campala, em 1994.
Em 11 de julho de 2010, em retaliação ao envolvimento nacional na Missão da União Africana para a Somália e no Acordo de Campala, homens-bomba suicidas afiliados ao Al-Shabaab, um grupo islâmico sunita com sede na Somália, realizaram dois atentados quase simultâneos em Campala, matando 74 pessoas. Após onze anos de relativa calma, em 16 de novembro de 2021, as Forças Democráticas Aliadas (ADM/A), um grupo islâmico com laços com o Estado Islâmico e com bases ilegais no leste do Congo-Quinxassa, realizaram dois atentados suicidas perto da delegacia central e do parlamento, matando três pessoas e ferindo 36.

## Geografia
Campala é uma região montanhosa com vales repletos de rios e zonas pantanosas. O ponto mais alto da cidade propriamente dita é o cume da colina Cololo, com 1.311 metros acima do nível do mar, localizado no centro da cidade, e o ponto mais baixo, às margens do Lago Vitória, ao sul do centro da cidade, está a 1.135 metros acima do nível do mar.

### Clima
| Dados climatológicos para Campala         | Dados climatológicos para Campala | Dados climatológicos para Campala | Dados climatológicos para Campala | Dados climatológicos para Campala | Dados climatológicos para Campala | Dados climatológicos para Campala | Dados climatológicos para Campala | Dados climatológicos para Campala | Dados climatológicos para Campala | Dados climatológicos para Campala | Dados climatológicos para Campala | Dados climatológicos para Campala | Dados climatológicos para Campala |
| Mês                                       | Jan                               | Fev                               | Mar                               | Abr                               | Mai                               | Jun                               | Jul                               | Ago                               | Set                               | Out                               | Nov                               | Dez                               | Ano                               |
| ----------------------------------------- | --------------------------------- | --------------------------------- | --------------------------------- | --------------------------------- | --------------------------------- | --------------------------------- | --------------------------------- | --------------------------------- | --------------------------------- | --------------------------------- | --------------------------------- | --------------------------------- | --------------------------------- |
| Temperatura máxima recorde (°C)           | 33                                | 36                                | 33                                | 33                                | 29                                | 29                                | 29                                | 29                                | 31                                | 32                                | 32                                | 32                                | 36                                |
| Temperatura máxima média (°C)             | 28,6                              | 29,3                              | 28,7                              | 27,7                              | 27,3                              | 27,1                              | 26,9                              | 27,2                              | 27,9                              | 27,7                              | 27,4                              | 27,9                              | 27,8                              |
| Temperatura média (°C)                    | 23,2                              | 23,7                              | 23,4                              | 22,9                              | 22,6                              | 22,4                              | 22,0                              | 22,2                              | 22,6                              | 22,6                              | 22,5                              | 22,7                              | 22,7                              |
| Temperatura mínima média (°C)             | 17,7                              | 18,0                              | 18,1                              | 18,0                              | 17,9                              | 17,6                              | 17,1                              | 17,1                              | 17,2                              | 17,4                              | 17,5                              | 17,5                              | 17,6                              |
| Temperatura mínima recorde (°C)           | 12                                | 14                                | 13                                | 14                                | 15                                | 12                                | 12                                | 12                                | 13                                | 13                                | 14                                | 12                                | 12                                |
| Chuva (mm)                                | 68,4                              | 63,0                              | 131,5                             | 169,3                             | 117,5                             | 69,2                              | 63,1                              | 95,7                              | 108,4                             | 138,0                             | 148,7                             | 91,5                              | 1 264,2                           |
| Dias com chuva                            | 4,8                               | 5,1                               | 9,5                               | 12,2                              | 10,9                              | 6,3                               | 4,7                               | 6,7                               | 8,6                               | 9,1                               | 8,4                               | 7,4                               | 93,7                              |
| Umidade relativa (%)                      | 66                                | 68,5                              | 73                                | 78,5                              | 80,5                              | 78,5                              | 77,5                              | 77,5                              | 75,5                              | 73,5                              | 73                                | 71,5                              | 74,5                              |
| Dias de sol                               | 155                               | 170                               | 155                               | 120                               | 124                               | 180                               | 186                               | 155                               | 150                               | 155                               | 150                               | 124                               | 1 824                             |
| Fonte: Organização Meteorológica Mundial, |                                   |                                   |                                   |                                   |                                   |                                   |                                   |                                   |                                   |                                   |                                   |                                   |                                   |
| Fonte 2: BBC Weather                      |                                   |                                   |                                   |                                   |                                   |                                   |                                   |                                   |                                   |                                   |                                   |                                   |                                   |

## Economia

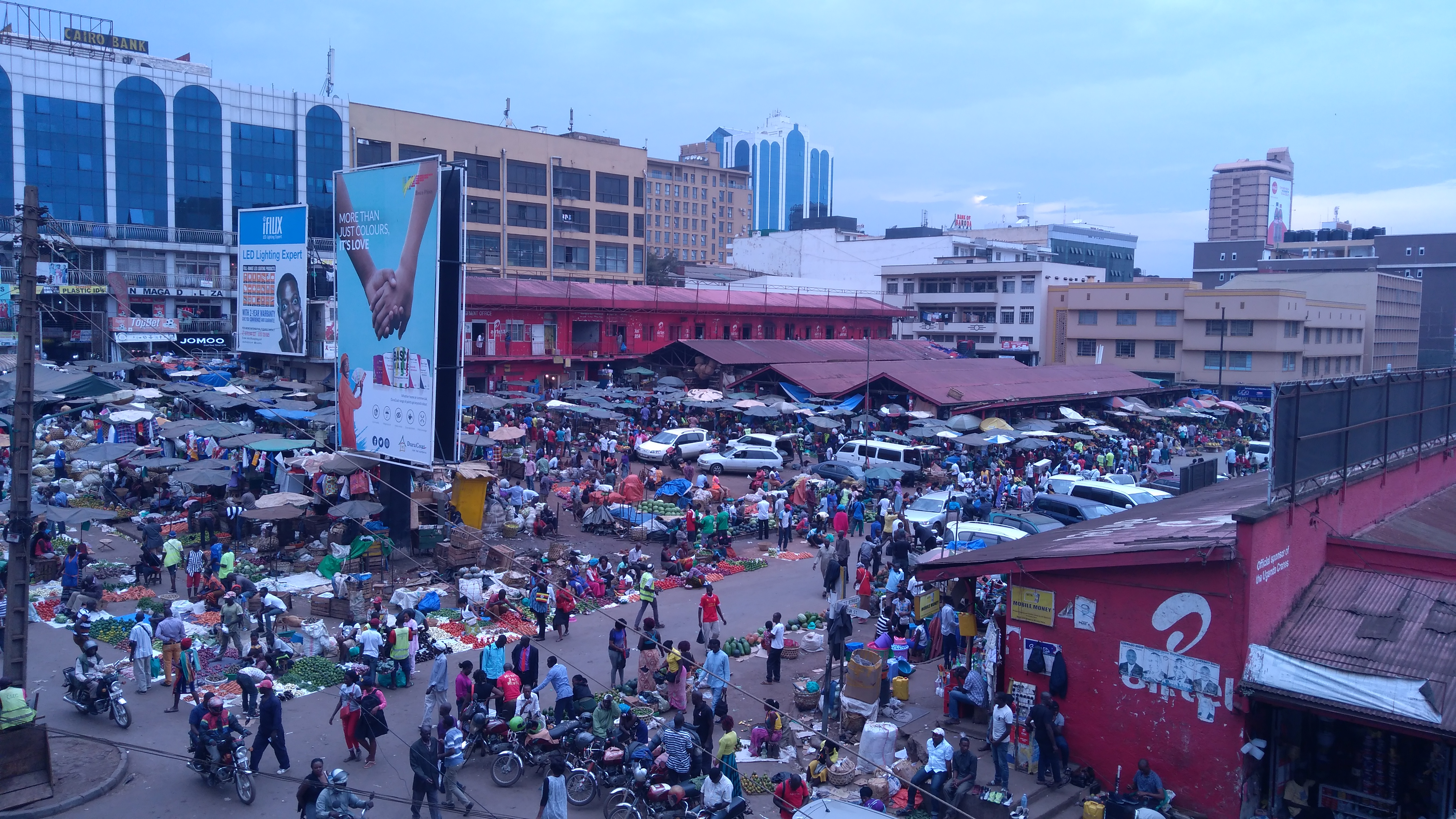
Mercado de comércio popular de Nakasero, em 2017

Campala é o centro econômico, financeiro e mercantil do país, sendo a sede da Bolsa de Valores do Uganda. Algumas empresas mantêm sua sede na cidade, incluíndo todos os 25 bancos comerciais licenciados em Uganda, o New Vision Group - o principal conglomerado de mídia de notícias -, e o Daily Monitor - uma empresa do Quênia baseada na Nation Media Group. O Air Uganda mantém sua sede em um complexo de escritórios na colina Cololo, em Campala, assim como a Crown Bottling Company Limited, a única engarrafadora da franquia da Pepsi no país.
Numa tentativa de melhorar o padrão de renda da classe trabalhadora da cidade e ter maior arrecadação agregada, o governo ugandense tem investido em Campala para tornar a cidade um centro industrial nacional, inclusive com a criação do polo de negócios chamado Parque Industrial e de Negócios de Campala (Kampala Business and Industrial Park), localizado em Namanve, no distrito de Wakiso, a cerca de 9,3 quilômetros a leste do distrito central de negócios da cidade. Assim, o centro da cidade terá o seu tráfego e o congestionamento reduzido.
O comércio popular e a economia informal espalha-se por todas as centralidades da cidade, mas com destaque para os mercados Nakasero e St. Balikuddembe. Além disso, a massa trabalhadora se distribui em atividades primárias como a pesca, em atividades secundárias como a estalagem de embarcações e indústria metalo-mecânica e em atividades terciárias como serviços de transporte, comércio formal, serviços educacionais e de saúde e administração pública e privada.

## Infraestrutura

### Educação
A cidade abriga várias universidades públicas e privadas do país, incluindo a Universidade Makerere, a Universidade Kyambogo, a Universidade de Campala, a Universidade Bíblica Africana, a Universidade Internacional da África Oriental, a Universidade Ndejje e muitas outras.

### Ordenamento urbano
Em 2001, os limites de Campala foram substancialmente expandidos para incluir muitas das comunidades vizinhas ao redor da cidade, incluindo: Namirembe, Naakulabye, Kasubi, Blaise, Kawempe, Kikaaya, Mpererwe, Lubaga, Nateete, Busega, Mutundwe, Ndeeba, Katwe, Kibuli, Kabalagala, Ntinda, Kiwaatule, Kisaasi; Najjanankumbi; Nakawa, Kyambogo, Nagulu, Bugoloobi, Mbuya, Luzira, Port Bell e Butabika.
Os subúrbios do leste e nordeste, tais como Kireka, Bweyogerere, Namanve Kirinnya, Namugongo, Kyaliwajjala, Bulindo e Nsasa, entre outros, passaram a formar um município separado chamado Kira. Hoje, Kira é a segunda maior cidade em Uganda, com uma população estimada em cerca de 180 000 habitantes em 2011.

### Transportes

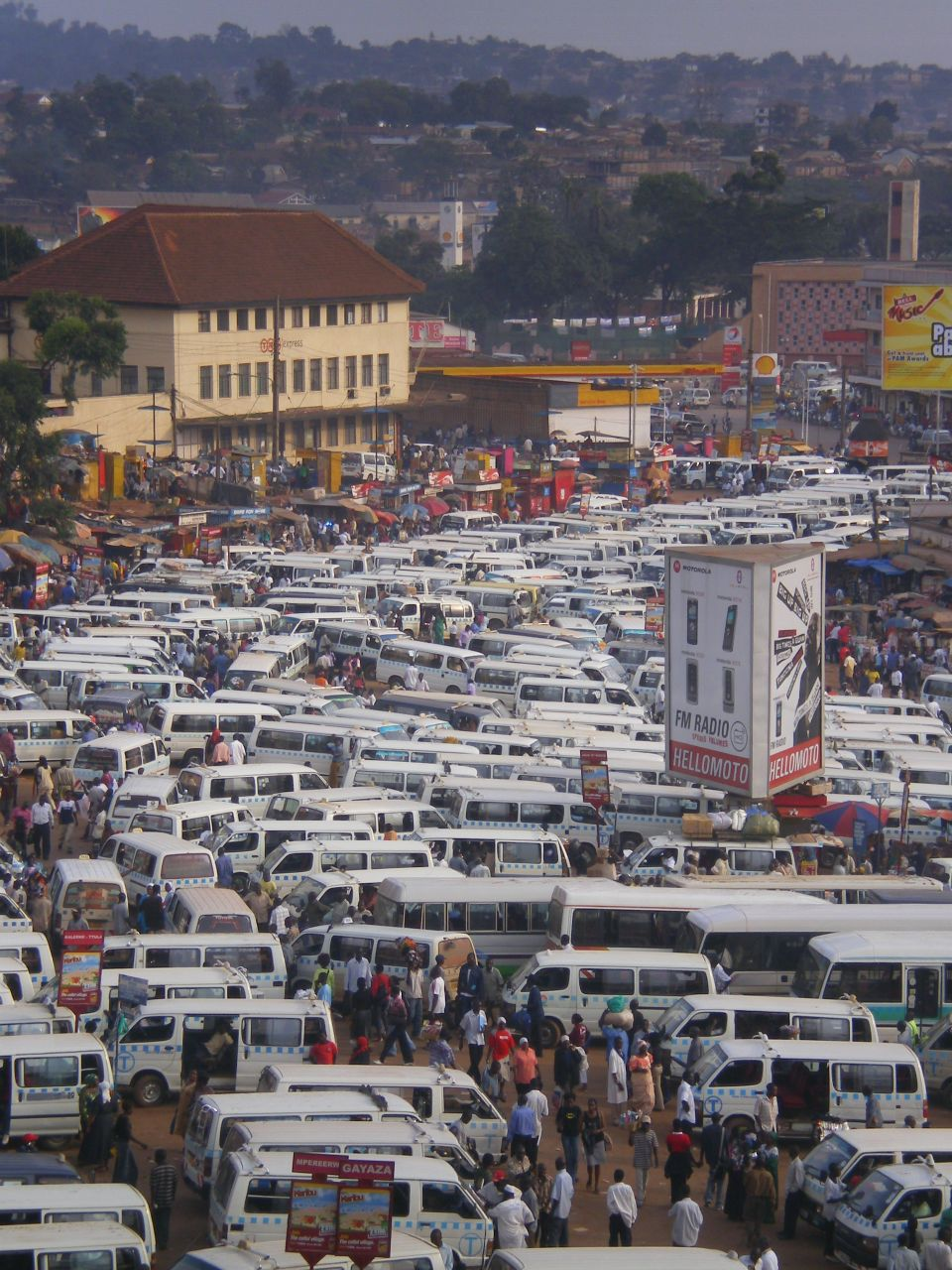
Estação de taxis em Campala, em 2007

Campala é servida pelo Aeroporto Internacional de Entebbe, que é o maior aeroporto do Uganda. A infraestrutura está localizada em Entebbe, a 35 quilômetros de distância do centro da cidade. 
Já o Porto Bell, às margens do Lago Vitória, fica a 10 quilômetros de distância. É uma zona portuária e pequeno centro industrial na área metropolitana de Campala. Serve como o principal cais de balsas usado para o tráfego internacional através do Lago Vitória para a Tanzânia e o Quênia
Um transporte muito popular na cidade é o Boda-bodas, realizado com motocicleta. É um modo popular de transporte que dá acesso a muitas áreas dentro e fora dos limites da cidade. As taxas padrão para o uso deste transporte variam de USh 1.000 a 2.000 ou mais. Os Boda-bodas são úteis no tráfego pela boa locomoção entre o congestionamento registrado na cidade, embora eles geralmente são mal conservados e muitas vezes perigosos.
Em janeiro de 2007, a administração de Campala anunciou planos para introduzir uma taxa de congestionamento de USh 30.000 por veículo diariamente, quando a rede de ônibus foi lançada. Até 2017, a decisão ainda não havia sido implementada. Ainda em 2007, a administração da cidade anunciou que iria remover os táxis suburbanos das ruas de Campala e substituí-los por um abrangente serviço de ônibus. Em Campala, o termo "táxi" refere-se não apenas ao veículo particular, mas a um microônibus de 15 lugares utilizado como transporte público. Boa parte da área metropolitana de Campala, incluindo Mukono, Mpigi, Bombo, Entebbe, Wakiso e Gayaza, ainda não possui serviços de transporte coletivo. O governo agora planeja introduzir o sistema de Bus Rapid Transit (BRT) em Campala. Em 12 de março 2012, a Pioneer bus Company, uma empresa de transporte privado, iniciou serviço público de ônibus em Campala com uma estimativa de 100 ônibus, cada um com uma capacidade de 60 passageiros. A empresa tem uma concessão para prestar serviços de transporte público da cidade até 2017.

## Demografia
No aspecto demográfico, Campala tem uma população étnica diversificada proveniente de todas as partes do país, particularmente os bugandas e os baniancoles, além dos basogas, dos bafumbira, dos batoro, dos bakiga, dos alur, dos bagisu, dos banyoro, dos iteso, dos langi e dos acholi. No aspecto linguístico, utiliza-se basicamente o luganda e o inglês, idiomas usados em casa, locais de trabalho e espaços públicos. No componente demográfico estrangeiro, há uma relevante população de pessoas da República Democrática do Congo, de Ruanda, do Sudão do Sul, da Eritreia, da Somália, da Índia e da China.

### Religião

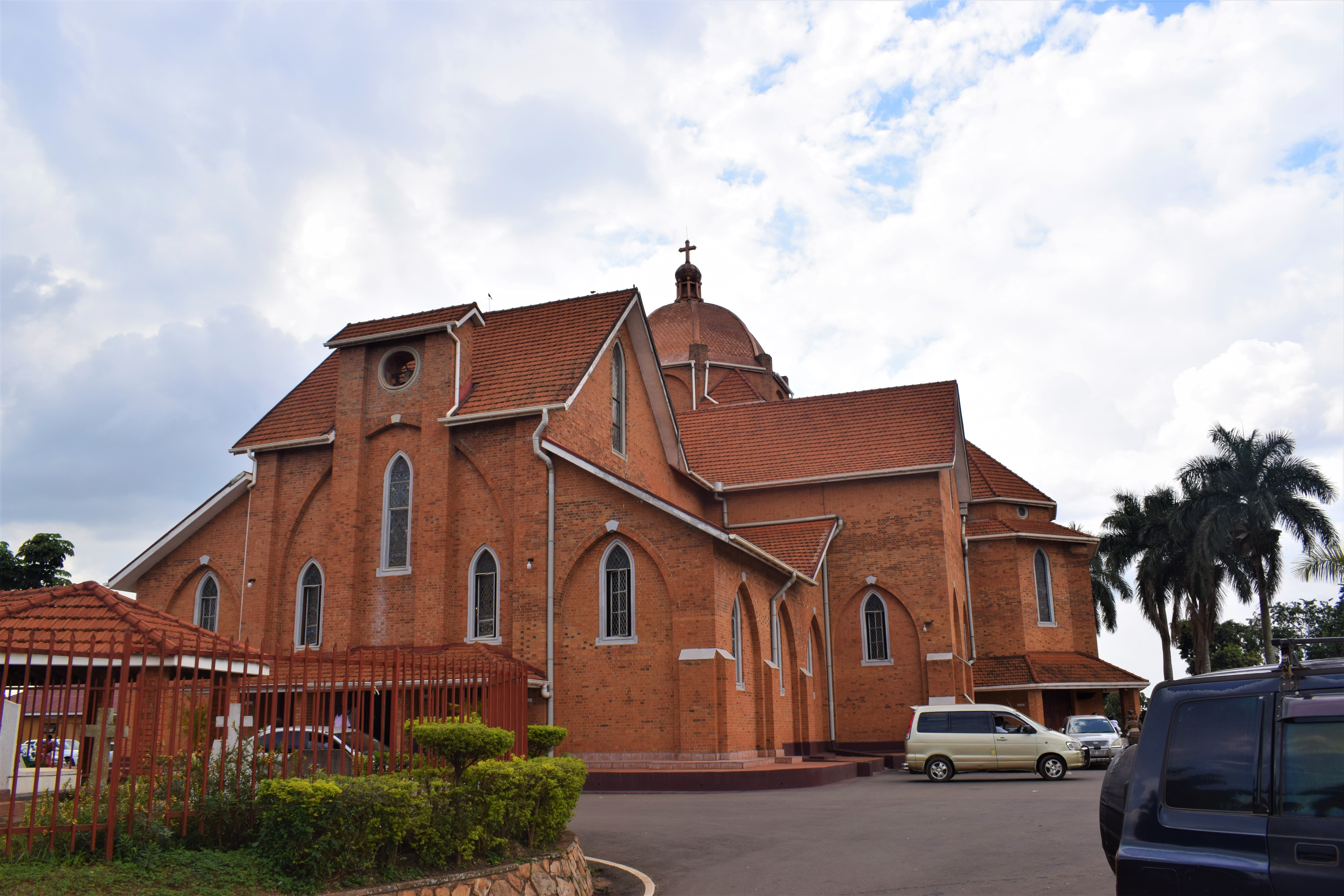
Catedral de Namirembe (Igreja do Uganda), em setembro de 2020

No aspecto religioso, há muitos lugares de culto na cidade, principalmente igrejas e templos cristãos, destacando-se, dentre as católicas, a Catedral de Santa Maria de Lubaga, a Basílica Menor dos Mártires de Uganda e o Santuário dos Mártires de Munyonyo, todas administradas pel Arquidiocese de Campala. Há ainda templos da Igreja de Uganda (Comunhão Anglicana), da Igreja Presbiteriana no Uganda, da União Batista do Uganda (Aliança Batista Mundial) e da Assembleia de Deus.
Campala hospeda uma das sete casas de culto bahá'ís no mundo. Ela é conhecido como o Templo Mãe da África, e está situado na colina Kikaya, nos arredores da cidade. Sua pedra fundamental foi lançada em janeiro de 1958, sendo dedicada em 13 de janeiro de 1961.
A Mesquita Central Ahmadi, em Campala, é a mesquita central da comunidade muçulmana Ahmadi, que tem seis minaretes e tem capacidade para até 9 000 adeptos da religião.

## Turismo e lazer
Alguns locais notáveis na cidade incluem o Museu do Uganda, Teatro Nacional do Uganda, os mercados Nakasero e St. Balikuddembe (anteriormente Mercado Owino). Campala também é conhecida por sua vida noturna, que inclui vários casinos, notadamente o Casino Simba, no centro comercial Garden City, o Kampala Casino, na mesma região, e o Casino Mayfair.
Ao oeste da cidade está o Cabaca Lubiri, o palácio do rei de Buganda. Outros locais históricos em Campala são os túmulos em Cassubi, a magnífica mesquita no velho Campala, a Catedral de Santa Maria de Lubaga, a Basílica Menor dos Mártires de Uganda e o Santuário dos Mártires de Munyonyo.
Há ainda o Monumento da Independência, localizado no coração de Campala, que é um símbolo da liberdade do Uganda do domínio colonial.